# 克維拉 (龍珠)
克維拉 ，是改編自漫畫作家鳥山明原作《七龍珠》的動畫劇場版《七龍珠Z 最強對最強》、《七龍珠Z 激突!!一百億能量戰士們》登場的虛構人物。日本語版的聲優是中尾隆聖。

## 人物設定
克維拉名字來源在1991年出版的《ドラゴンボール・セット アニメ・スペシャル II》製作人談話中獲得解釋。森下孝三：“他的名字來源很有意思。”小山高生：“正當我們思考這個登場人物的名字時，有一天我想到有一種東西叫‘冰淇淋饅頭’因為森下先生來自靜岡縣，我就問他：森下先生，你們那裡是不是叫‘クー・ズラ（kuu zura）’？森下先生說：不，我們這裡都叫它‘くら（Kura）’。”
負責人物設定的前田實亦解釋克維拉的名字與日本靜岡縣有關係：“也許有些觀眾會覺得因為他的弟弟是弗力札（Freezer），所以他的名字叫克維拉（Cooler），實際上不是這麼單純，他涉及到靜岡縣的方言。來自靜岡縣的製片人森下先生說如果取名為Cool（酷）會不會太單調，記得在自己的家鄉用餐時總會說‘mesh demo kuura’。所以決定使用靜岡方言Coola這個名字！真是一個復雜的過程…”“克維拉自稱宇宙中最強的人。外觀與弟弟的最終形態類似，但是克維拉比他的弟弟多一次變身！”

百度百科另有一種解釋版本「古拉名字来自“冷藏器”的英语 Cooler（冷房）」

## 人物介紹
克維拉
克維拉是克魯德大王的長子、弗力札的親哥哥。性格極為冷酷殘暴，行事冷靜透徹，容易輕視敵人的實力，他認為賽亞人是下等生物。但是非常謹慎，所以在見到敵人的遺體後親手消滅才肯善罷甘休，而且經常在毫無預警下將人置於死地。克維拉率領機甲戰隊統治至少256顆行星。初次登場於龍珠歷史的764年8月，未來特南克斯擊敗機械弗力札和兵團後，悟空成功返回地球。764年至767年間，克維拉因得知弗力札被孫悟空擊敗後，打算消除家族的恥辱前往地球試圖消滅賽亞人，‘最強對最強’的故事發生在未來特南克斯登場後到正式進入人造人類故事章節之前。（官方《七龍珠 系列》作品的歷史當中「究竟克維拉這名角色是否存在於七龍珠正史？」也是《七龍珠 系列》的粉絲爭議很大的問題點之一。）
雖然與弗力札同是克魯德大王的兒子，克維拉卻鮮少與自己的父親合作，和弟弟弗力札一直存有競爭關係。如果這個賽亞人沒有殺掉弗力札，克維拉也計劃殺死自己的弟弟，所以學會第四段的變身（即最終形態）。在龍珠歷史的737年弗力札摧毀達爾星，沙維紮透過螢幕發現有一艘猜測方向為地球的宇宙艙飛過，裡面有一名賽亞人的嬰兒。克維拉“這個區域是弗力札負責。既然播種的人是他，除草的人也應由他來負責。”所以放過這個落網之魚。克維拉諷刺弗力札過度自大、不知反省太天真了。
765年的某一天，得知弗力札在那美克星球被來自地球的賽亞人擊敗的克維拉，一心想替自己族人的尊嚴報仇、徹底除掉賽亞人下令前往地球。在地球上，悟空與他的同伴到野外露營遇上克維拉一夥，悟空對克維拉“我是在地球長大的賽亞人！”克維拉“原來你就是那時候的嬰兒，擊敗弗力札的賽亞人。”自稱全宇宙最強。
電影《最強對最強》克維拉最終形態的變身過程是參考《假面騎士X》的設計。
金屬克維拉
很久以前，廢棄的太空船與人工衛星聚集的宇宙墳場，電腦晶片用自己的力量經歷漫長的歲月吸取宇宙空間所有能源、進而繁殖成長為足以吞噬整顆星球的比可斯達星（ビッグゲテスター）。克維拉經歷上次大戰後，大腦漂浮到比可斯達星的主電腦融合為核心任意控制星球，雖然身體被摧毀，但是比可斯達讓克維拉以金屬克維拉脫胎換骨。比起上次登場的克維拉，金屬克維拉的力量又更上一層樓。他能通過機械的力量瞬間移動，也能快速更新損壞的數據資料並發送到核心進行修復。每一個金屬克維拉的能量高達一百億。
克維拉機甲戰隊
- 沙維紮源於千島醬的英文雙關語“Thousand Island dressing”
  - 出生地：克維拉No.98星球（原“普蘭特星球(ブレンチ星)”）
  - 機甲戰隊的隊長。
- 內茲源於美乃滋的英文雙關語“Mayonnaise”
  - 出生地：克維拉No.6星球（原“ Planet Zolt”）
- 德雷源於沙拉醬的英文雙關語“Dressing”
  - 出生地：克維拉No.256星球（原“ Planet Bepper”）

## 形態
負責劇場版‘最強對最強’人物設定的前田実在設定圖表中說明克維拉、克維拉(最終形態)、機甲戰隊成員的人物外觀造型是原作者鳥山明老師設計。
前田実表示：“老師為這部電影設計所有引人矚目的敵方人物造型，例如克維拉與內茲，此外特別畫出人物身高對照圖及他們的配色。如果更改就沒意義了（笑）變得較不那麼辛苦，所以為此感到非常的感激老師。”
“‘激突!!百億能量戰士們’登場的金屬克維拉、機械克維拉的外觀設計想法源自於機械弗力札的造型。”
- 克維拉
- 克維拉(最終形態)，在“ V Jump 2004年7月”“ DRAGON BALL Soul”“ Dragon Ball Z3”專刊中，據稱估計戰鬥力超過4.7億。
- 機械克維拉
- 金屬克維拉
- 黃金克維拉在《超龍珠英雄》的監獄行星篇登場。

## 招式
實際上在電影動畫版裡，克維拉使出招式時他沒有喊出其名稱。這些招式名稱僅出現在人物設計師的作品集、關聯的電子遊戲中出現。
- 死亡彈（デスボール）
- 破壞光線（ダークネスアイビーム）
- Death Flash（デスフラッシャー）
- Arc flash（アークフラッシュ）
- 氣砲（気砲）
- Death Chaser（デスチェイサー）
- 超新星（スーパーノヴァ）
- Chaotic Dead End（カオティックデッドエンド）
  - 『最強對最強』克維拉將比克丟給孫悟空後，在悟空面前親手將比克殺害的招式
- Shadow Crusher（シャドウクラッシャー）